# Lanius humeralis
Il fiscal settentrionale (Lanius humeralis Stanley, 1814) è un uccello passeriforme della famiglia Laniidae.